# Aozora bunko
Aozora bunko (青空文庫, litt. « bibliothèque en plein air ») est un projet japonais visant à la numérisation et à la distribution d'œuvres qui ne sont plus soumises au droit d'auteur sous la loi japonaise ou qui sont autorisées par leurs auteurs. La plupart des textes sont issus de la littérature japonaise, ou des traductions de la littérature étrangère. Le projet s'est engagé contre l'extension de vingt ans de la protection du droit d'auteur au Japon[réf. souhaitée].